# Sophia Li
Sophia Li is een Chinees-Amerikaans multimediajournalist, filmregisseur en milieuactiviste.

## Biografie
Sophia Li werd geboren in Minnesota in de Verenigde Staten. Ze woonde twee jaar in de provincie Shandong in China, voordat ze voor de kleuterschool terugkeerde naar Minnesota. Ze studeerde in 2013 af aan de Virginia Commonwealth University met een Bachelor of Arts in Fashion Design and Merchandising. Ze woonde in Brooklyn in Upstate New York vooraleer ze een huis kocht circa 60 kilometer buiten Manhattan dat ze samen met haar partner als passiefhuis inrichtte.

## Carrière
Li werkte vier jaar als Entertainment Media-redacteur voor Vogue.com tot 2017 voordat ze als freelancer begon te werken. Ze werd mede-oprichter van het televisiekanaal over klimaatverandering genaamd All of the Above, samen met de Libanees-Canadese klimaatactiviste Céline Semaan Vernon. All of the Above wordt uitgezonden op YouTube en internet. Ze ontmoetten elkaar op een evenement van HER waar Li co-host was met Babba Riveira en Semaan als gast. Tegelijkertijd werd Li ook uitgenodigd om lid van de adviesraad te worden van de stichting Slow Factory waarvan Semaan de oprichter was.
Li maakt ook podcasts genaamd Climate talks voor Meta Platforms. Ze staat op de lijst van 16 Climate Creators to Watch in 2022, opgesteld door Pique Action en de Center for Climate, Health, and the Global Environment at Harvard T.H. Chan School of Public Health en werd op Internationale Vrouwendag 2022 genoemd bij de eight Asian changemakers to watch this International Women’s Day.